# Durham (Oklahoma)
Durham est une census-designated place du comté de Roger Mills, dans l'État d'Oklahoma, aux États-Unis. En 2020, elle compte une population de 21 habitants.